# Suračevo
Suračevo (cyr. Сурачево) – wieś w Serbii, w okręgu pirockim, w gminie Babušnica. W 2011 roku liczyła 377 mieszkańców.